# Marijke Höweler

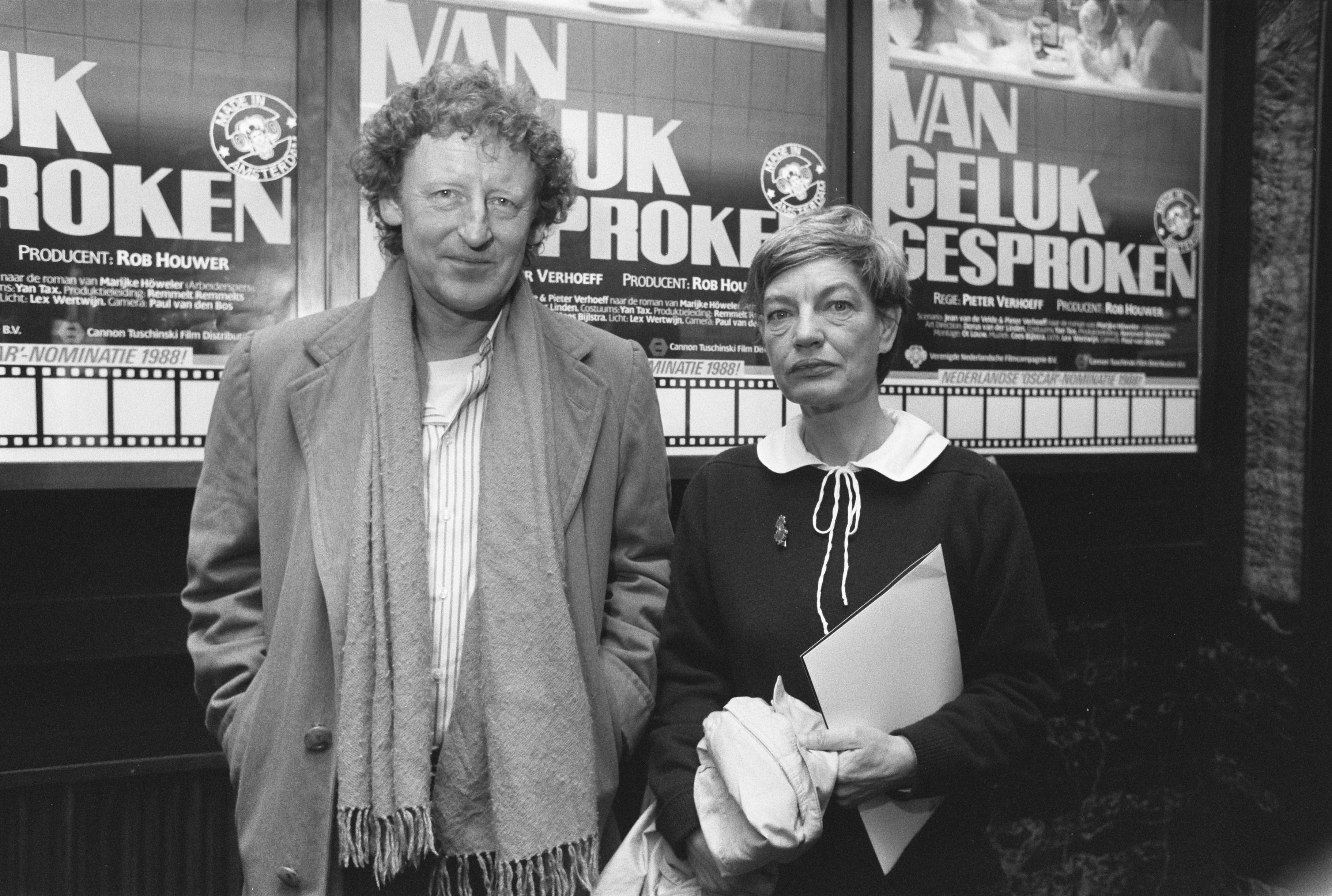
Marijke Höweler (r.) met Pieter Verhoeff na de perspremière van de film Van geluk gesproken in 1987.

Marijke Höweler-van Dalen (Koog aan de Zaan, 27 juli 1938 – Amsterdam, 5 mei 2006) was een Nederlandse schrijfster en psychologe. Na haar huwelijk gebruikte zij de achternaam van haar echtgenoot Ype Isaac Höweler.

## Loopbaan
Höweler werd maatschappelijk werkster nadat ze de sociale academie had doorlopen. Ze ging opnieuw studeren aan de Vrije Universiteit van Amsterdam.
In 1968 studeerde zij af in de klinische psychologie, en was tot 1985 werkzaam als psycholoog. Daarna werd zij schrijfster van teksten voor het cabaret (onder meer voor Lurelei), maar ze werd vooral bekend door haar romans. Ze debuteerde in 1964 met de bundel Tranen van niemand. De roman Van geluk gesproken (1982) was haar grootste succes, het boek werd in 1987 verfilmd door Pieter Verhoeff. De jaren tachtig was ook de periode dat ze volop in de belangstelling stond, daarna verflauwde de aandacht al hield ze wel een trouwe aanhang over. Haar romans zijn als een soort zedenschetsen te beschouwen waarin op satirische toon het leven van dikwijls goed bedeelde, 'moderne mensen' wordt beschreven die met allerlei problemen eigen aan dat 'moderne leven' te kampen hebben.
Naast haar schrijfwerkzaamheden was ze te zien in televisieprogramma's en zat ze in jury's voor literaire prijzen.
Marijke Höweler stierf op 67-jarige leeftijd aan kanker. Ze werd begraven op de Nieuwe Oosterbegraafplaats in Amsterdam. Haar echtgenoot overleed op 27 augustus 2006.

## Werken
- 1964 - Tranen van niemand, en andere verhalen
- 1981 - Inleiding in de klinische psychologie (redactie, samen met prof. dr. A.P. Cassee en prof. dr. R.H.C. Janssen)
- 1982 - Van geluk gesproken
- 1983 - Bij ons schijnt de zon
- 1984 - Ernesto
- 1985 - Mooi was Maria
- 1985 - Tobias
- 1986 - Had maar een kat gekocht
- 1987 - Tragisch wonen
- 1988 - Geef mij maar geld
- 1989 - Dagen als gras
- 1989 - Jij mag de kaarsjes uitblazen
- 1990 - Gestoord gedrag: classificatie, etiologie en therapie (deel 10/2 van Compendium van de psychologie; samen met prof. dr. R.H.C. Janssen)
- 1992 - Het is zover
- 1994 - De waarheid houdt van vrolijke gezichten
- 2002 - Onder de gordel
- 2004 - Alle verhalen
- 2005 - Over de streep